# Lista jedynych ocalałych z katastrof i wypadków lotniczych

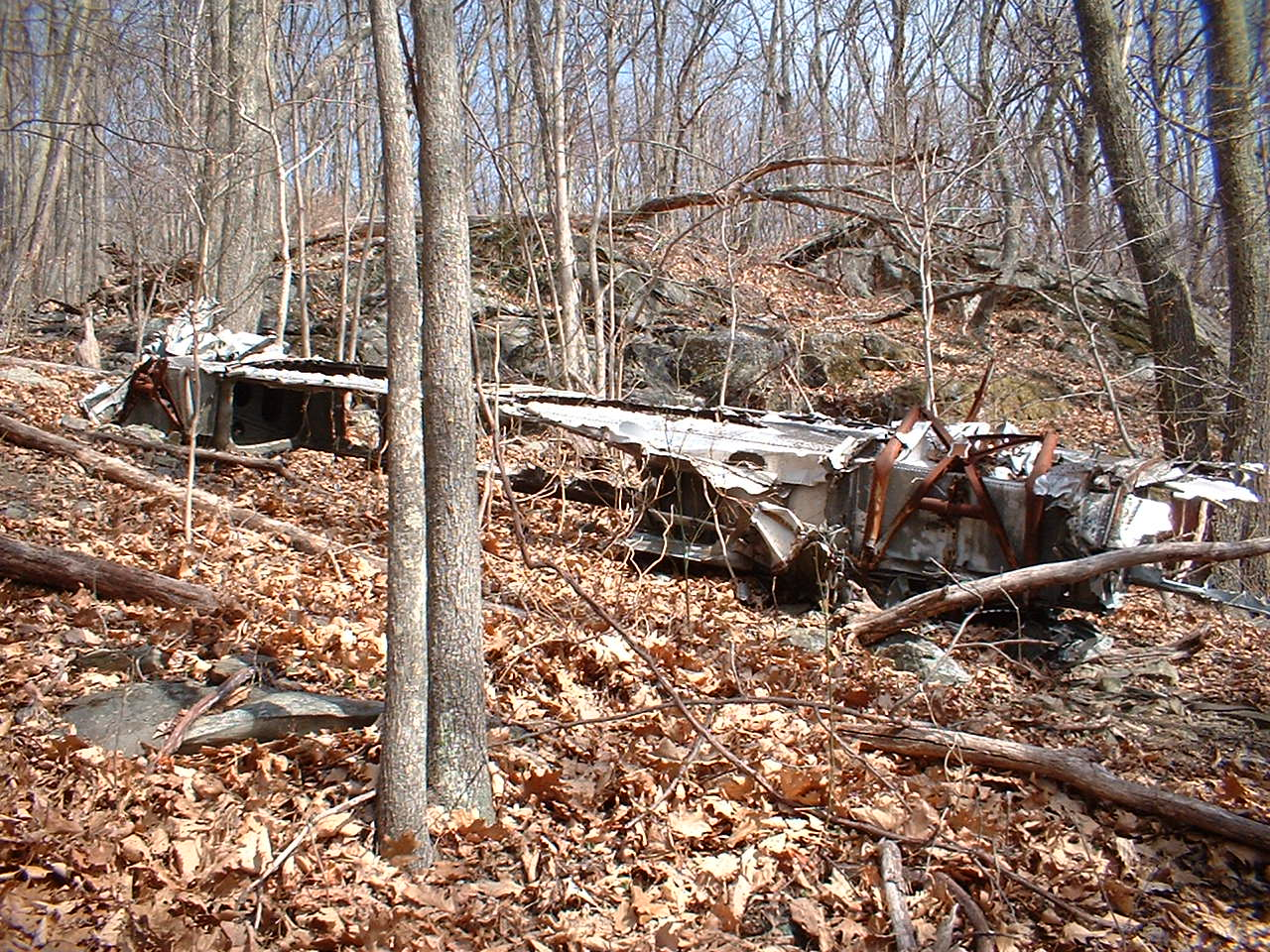
33-letni Phil Bradley był jedynym ocalałym z katastrofy lotu Piedmont Airlines 349

W historii awiacji odnotowano niewielką liczbę osób, które jako jedyne ocalały z katastrof lotniczych. Najmłodszą taką osobą jest Chanayuth Nim-anong, który 3 września 1997 r. przeżył katastrofę lotu Vietnam Airlines 815, gdy miał zaledwie 14 miesięcy. Z kolei Aleksandr Sizow, który w wieku 52 lat przeżył katastrofę lotu Yak Service 9633, jest uważany za najstarszego człowieka ocalałego jako jedyny z wypadku lotniczego.
Do najsłynniejszych z takich osób należy jugosłowiańska stewardesa Vesna Vulović, która trafiła nawet do Księgi rekordów Guinnessa za skok bez spadochronu z najwyższej wysokości. Przeżyła ona upadek z ponad 10 tysięcy metrów.
Pierwszą znaną osobą, która jako jedyna ocalała z wypadku lotniczego, jest Linda McDonald. W dniu 5 września 1936 r. przeżyła ona katastrofę samolotu linii Skyways, w której zginęło 10 innych osób, w tym jej partner.
Od 1970 r. jedna trzecia jedynych ocalałych z katastrof lotniczych to dzieci lub załoga samolotu.

## Lista
Lista obejmuje tylko wypadki z co najmniej dziesięcioma ofiarami śmiertelnymi.
| #  | Imię i nazwisko ocalonego  | Wiek w momencie wypadku | Pasażer lub załoga | Operator                                                  | Lot / informacje                                                                | Data                 | Liczba zabitych | Przypisy              |
| -- | -------------------------- | ----------------------- | ------------------ | --------------------------------------------------------- | ------------------------------------------------------------------------------- | -------------------- | --------------- | --------------------- |
| 1  | Linda McDonald             | 17                      | P                  | Skyways                                                   |                                                                                 | 5 września 1936      | 10              | [ 4 ]                 |
| 2  | Clarence Bates             |                         | Z                  | Northwest Airlines                                        | Lot 5                                                                           | 30 października 1941 | 14              | [ 6 ]                 |
| 3  | Lt Andrew Jack             | 24                      | Z                  | RAF                                                       | Katastrofa łodzi latającej Short Sunderland                                     | 25 sierpnia 1942     | 15              | [ 7 ]                 |
| 4  | John Alfred Howard         | 26                      | P                  | Pan American-Grace Airways                                | Lot 9                                                                           | 22 stycznia 1943     | 14              | [ 8 ]                 |
| 5  | Foye Kenneth Roberts       | 22                      | P                  | U.S. Army Air Forces                                      | Katastrofa lotnicza w Bakers Creek                                              | 14 czerwca 1943      | 40              | [ 9 ]                 |
| 6  | Eduard Prchal              | 32                      | Z                  | RAF                                                       | Katastrofa lotnicza w Gibraltarze                                               | 4 lipca 1943         | 10              |                       |
| 7  | Peter Link                 | 3                       | P                  | Trans-Luxury Airlines                                     |                                                                                 | 5 września 1946      | 20              | [ 10 ]                |
| 8  | William Ellis Keyes Jr.    | 25                      | P                  | Eastern Air lines                                         | Lot 665                                                                         | 12 stycznia 1947     | 18              | [ 11 ]                |
| 9  | Paul Ashton Vick           | 18 miesięcy             | P                  | China National Aviation Corporation                       | Katastrofa lotnicza w Hankou                                                    | 28 stycznia 1947     | 25              | [ 12 ]                |
| 10 | Eugene Leonard             | 38                      | P                  | Air France                                                | Katastrofa lotnicza pod Lizboną                                                 | 1 lutego 1947        | 15              | [ 13 ]                |
| 11 | Tripolina Meo              | 33                      | P                  | Delta Air Lines                                           | Lot 705                                                                         | 10 marca 1948        | 12              | [ 14 ]                |
| 12 | Mark Worst                 |                         | P                  | Pan Am                                                    | Lot 1-10                                                                        | 15 kwietnia 1948     | 30              | [ 15 ]                |
| 13 | Moutafis                   |                         | P                  | Sabena                                                    | Katastrofa samolotu Douglas DC-4                                                | 12 maja 1948         | 31              | [ 16 ]                |
| 14 | Huang Yu                   | 24                      | P                  | Cathay Pacific                                            | Porwanie samolotu Miss Macao                                                    | 17 lipca 1948        | 25              | [ 17 ]                |
| 15 | Erick Rios Bridoux         | 28                      | Z                  | Eastern Air Lines / Siły Powietrzne Boliwii               | Katastrofa lotu Eastern Air Lines 537                                           | 1 listopada 1949     | 55              | [ 18 ]                |
| 16 | Isaac Allal                | 12                      | P                  | Aero Holland                                              | Katastrofa lotnicza w Harum                                                     | 20 listopada 1949    | 34              | [ 19 ]                |
| 17 | Olga Rada                  | 10                      | P                  | LANSA                                                     | Katastrofa samolotu Douglas C-47 Skytrain w Galeras                             | 24 maja 1950         | 25              | [ 20 ] [ 21 ]         |
| 18 | Sgt. Haru Sazaki           |                         | P                  | United States Air Force                                   | Katastrofa samolotu Douglas C-47 Skytrain                                       | 27 lipca 1950        | 25              | [ 22 ] [ 23 ]         |
| 19 | P/O P. D. Cliff            |                         | P                  | RAF                                                       | Katastrofa samolotu Vicers Valetta w Aldbury                                    | 6 stycznia 1954      | 16              | [ 24 ]                |
| 20 | Concetta Finamore          |                         | P                  | Linee Aeree Italiane                                      | Lot 451                                                                         | 24 listopada 1956    | 34              |                       |
| 21 | Néstor Mata                | 31                      | P                  | Filipińskie Siły Powietrzne                               | Katastrofa samolotu Douglas C-47 Skytrain w Cebu                                | 17 marca 1957        | 25              | [ 25 ]                |
| 22 |                            |                         | P                  | Eagle Aviation Limited                                    | Katastrofa samolotu Vickers VC.1 Viking na lotnisku Blackbushe                  | 1 maja 1957          | 34              | [ 26 ]                |
| 23 |                            |                         | P                  | Austral Líneas Aéreas                                     | Lot 205                                                                         | 16 stycznia 1959     | 51              | [ 27 ]                |
| 24 | Ernest P. „Phil” Bradley   | 33                      | P                  | Piedmont Airlines                                         | Lot 349                                                                         | 30 października 1959 | 26              | [ 28 ] [ 29 ]         |
| 25 | Louis Matarazzo            |                         | P                  | Allegheny Airlines                                        | Lot 371                                                                         | 1 grudnia 1959       | 25              | [ 30 ]                |
| 26 | Lt. Joseph „Leo” Guenet    | 29                      | Z                  | United States Air Force                                   | Katastrofa samolotu Lockheed EC-121 Warning Star                                | 25 kwietnia 1967     | 15              | [ 31 ]                |
| 27 |                            |                         | P                  | Aerofłot                                                  | Katastrofa lotu Aerofłot 15                                                     | 29 lutego 1968       | 83              | [ 32 ]                |
| 28 |                            |                         | P                  | Air Vietnam / United States Air Force                     | Zderzenie w powietrzu Douglas C-54 Skymaster i McDonnell Douglas F-4 Phantom II | 20 września 1969     | 74              | [ 33 ]                |
| 29 | Capt. George A. Burk       | 28                      | P                  | United States Air Force                                   | Katastrofa samolotu Convair C-131 Samaritan                                     | 4 maja 1970          | 13              | [ 34 ]                |
| 30 | Juan Loo                   | 26                      | Z                  | LANSA                                                     | Katastrofa lotu LANSA 502                                                       | 9 sierpnia 1970      | 99              | [ 35 ]                |
| 31 | Lt. Christopher E. Schiess | 24                      | Z                  | Hughes Airwest / United States Marine Corps               | Zderzenie w powietrzu McDonnell Douglas DC-9 i McDonnell Douglas F-4 Phantom II | 6 czerwca 1971       | 50              | [ 36 ]                |
| 32 | Sgt. Yoshimi Ichikawa      | 22                      | Z                  | All Nippon Airways / Japońskie Powietrzne Siły Samoobrony | Zderzenie w powietrzu Boeinga 727 z Mitsubishi F-86F Sabre                      | 30 lipca 1971        | 162             | [ 37 ]                |
| 33 | Juliane Koepcke            | 17                      | P                  | LANSA                                                     | Katastrofa lotu LANSA 508                                                       | 24 grudnia 1971      | 91              | [ 38 ]                |
| 34 | Vesna Vulović              | 22                      | Z                  | Jat Airways                                               | Katastrofa lotu Jat Yugoslav 367                                                | 26 stycznia 1972     | 27              | [ 39 ]                |
| 35 | Neil James Campbell        |                         | P                  | Pan Am                                                    | Katastrofa lotu Pan Am 816                                                      | 22 lipca 1973        | 78              | [ 40 ]                |
| 36 | John McCafferty            | 16                      | P                  | Downeast Airlines                                         | Katastrofa lotu Downeast Airlines 46                                            | 30 maja 1979         | 17              |                       |
| 37 | Łarisa Sawicka             | 20                      | P                  | Aerofłot                                                  | Katastrofa lotu Aerofłot 811                                                    | 24 sierpnia 1981     | 31              |                       |
| 38 | Remberto Aparicio          | 26                      | P                  | Taxi Aéreo El Venado                                      | Katastrofa samolotu Embraer EMB 110 Bandeirante w Paipie                        | 2 września 1981      | 21              | [ 41 ] [ 42 ]         |
| 39 | AT2 Melissa Kelly          | 30                      | P                  | United States Navy                                        | Katastrofa samolotu Convair C-131 Samaritan                                     | 30 kwietnia 1983     | 14              | [ 43 ]                |
| 40 |                            | 27                      | P                  | Aerofłot                                                  | Katastrofa lotu Aerofłot 3519                                                   | 23 grudnia 1984      | 110             | [ 44 ] [ 45 ]         |
| 41 | George Lamson Jr.          | 17                      | P                  | Galaxy Airlines                                           | Katastrofa lotu Galaxy Airlines 203                                             | 21 stycznia 1985     | 70              | [ 39 ]                |
| 42 | Ouologuem                  |                         | P                  | Air Mali                                                  | Katastrofa samolotu An-24 w Timbuktu                                            | 22 lutego 1985       | 51              | [ 46 ]                |
| 43 | Prof. Neuba Yessoh         |                         | P                  | Varig                                                     | Katastrofa lotu Varig 797                                                       | 3 lutego 1987        | 50              | [ 47 ] [ 48 ]         |
| 44 | Cecelia Cichan             | 4                       | P                  | Northwest Airlines                                        | Katastrofa lotu Northwest Airlines 255                                          | 16 sierpnia 1987     | 154             | [ 5 ]                 |
| 45 | Lt. Edilberto Villar       |                         | Z                  | Marynarka wojenna Peru                                    | Katastrofa samolotu Fokker F27                                                  | 8 grudnia 1987       | 43              | [ 49 ]                |
| 46 | Fahraddin Balaev           |                         | P                  | Wojskowe Siły Powietrzne                                  | Katastrofa samolotu Ił-76 w Giumri                                              | 11 grudnia 1988      | 77              | [ 50 ]                |
| 47 | Bambang Sumadi             |                         | P                  | Indonezyjskie Siły Powietrzne                             | Katastrofa samolotu Lockheed C-130 Hercules w Dżakarcie                         | 5 października 1991  | 136             | [ 51 ]                |
| 48 | Annette Herfkens           | 31                      | P                  | Vietnam Airlines                                          | Katastrofa lotu Vietnam Airlines 474                                            | 14 listopada 1992    | 30              | [ 52 ]                |
| 49 | Erika Delgado              | 9                       | P                  | Intercontinental de Aviación                              | Katastrofa lotu Intercontinental de Aviación 256                                | 11 stycznia 1995     | 52              | [ 39 ]                |
| 50 | Ulziibayar Sanjaa          | 27                      | P                  | MIAT Mongolian Airlines                                   | Katastrofa samolotu An-24                                                       | 21 września 1995     | 42              | [ 53 ]                |
| 51 | Irianto                    | 40                      | P                  | Dirgantara Air Services                                   | Katastrofa lotu Dirgantara Air Service 5940                                     | 7 grudnia 1996       | 18              | [ 54 ]                |
| 52 | Chanayuth Nim-anong        | 14 miesięcy             | P                  | Vietnam Airlines                                          | Katastrofa lotu Vietnam Airlines 815                                            | 3 września 1997      | 65              | [ 2 ]                 |
| 53 | Sergei Petrov              | 37                      | Z                  | Tajik Air                                                 | Katastrofa lotu Tajikistan Airlines 3183                                        | 15 grudnia 1997      | 85              | [ 55 ]                |
| 54 | Youcef Djillali            | 28                      | P                  | Air Algerie                                               | Katastrofa lotu Air Algerie 6289                                                | 6 marca 2003         | 102             | [ 55 ]                |
| 55 | Lt. Martin Farkaš          |                         | P                  | Słowackie Siły Powietrzne                                 | Katastrofa słowackiego An-24 na Węgrzech                                        | 19 stycznia 2006     | 42              | [ 39 ]                |
| 56 | James M. Polehinke         |                         | Z                  | Comair                                                    | Katastrofa lotu Comair 5191                                                     | 27 sierpnia 2006     | 49              | [ 56 ]                |
| 57 | Abdülkadir Akyüz           |                         | P                  | AerianTur-M                                               | Katastrofa samolotu An-26 w Baladzie                                            | 9 stycznia 2007      | 34              | [ potrzebny przypis ] |
| 58 |                            | 2                       | P                  | Great Lakes Business Company                              | Katastrofa samolotu An-32 w Kongolo                                             | 26 sierpnia 2007     | 14              | [ 57 ]                |
| 59 | Surendra Kunwar            |                         | Z                  | Yeti Airlines                                             | Katastrofa lotu Yeti Airlines 103                                               | 8 października 2008  | 18              | [ 58 ]                |
| 60 | Robert Decker              | 28                      | P                  | Cougar Helicopters                                        | Katastrofa lotu Cougar Helicopters 91                                           | 12 marca 2009        | 17              | [ 59 ]                |
| 61 | Bahia Bakari               | 13                      | P                  | Yemenia                                                   | Katastrofa lotu Yemenia 626                                                     | 30 czerwca 2009      | 152             | [ 5 ]                 |
| 62 | Ruben van Assouw           | 8 lub 9 lub 10          | P                  | Afriqiyah Airways                                         | Katastrofa lotu Afriqiyah Airways 771                                           | 12 maja 2010         | 103             | [ 5 ]                 |
| 63 |                            |                         | P                  | Filair                                                    | Katastrofa lotnicza w Bandundu                                                  | 25 sierpnia 2010     | 20              | [ 62 ]                |
| 64 | Francis Mwamba             |                         | P                  | Georgian Airways / Organizacja Narodów Zjednoczonych      | Katastrofa samolotu ONZ w Kinszasie                                             | 4 kwietnia 2011      | 32              | [ 63 ]                |
| 65 | Aleksandr Sizow            | 52                      | Z                  | Jak Sierwis                                               | Katastrofa lotu Jak Sierwis 9633                                                | 7 września 2011      | 44              | [ 64 ] [ 65 ]         |
| 66 | Nimer Djelloul             | 21                      | P                  | Algierskie Siły Powietrzne                                | Katastrofa lotnicza w Ajn Karsza                                                | 11 lutego 2014       | 77              | [ 66 ] [ 67 ]         |
| 67 | Maylen Díaz Almaguer       | 19                      | P                  | Cubana de Aviación                                        | Katastrofa lotu Cubana de Aviación 972                                          | 18 maja 2018         | 112             | [ 68 ] [ 69 ]         |
| 68 | Farshad Mahdavinejad       |                         | Z                  | Siły Powietrzne Islamskiej Republiki Iranu                | Katastrofa lotnicza w bazie Fath                                                | 14 stycznia 2019     | 15              | [ 70 ]                |
| 69 | Muma Emmanuel              |                         | P                  | Busy Bee Congo                                            | Katastrofa samolotu Dornier Do 228 w Goma                                       | 24 listopada 2019    | 26              | [ 71 ]                |
| 70 | Wjaczesław Zołoczewski     |                         | P                  | Siły Powietrzne Sił Zbrojnych Ukrainy                     | Katastrofa samolotu wojskowego An-26 w Czuhujewie                               | 25 września 2020     | 26              | [ 72 ]                |
| 71 | Manish Shakya              | 37                      | Z                  | Saurya Airlines                                           | Katastrofa lotnicza w Katmandu                                                  | 24 lipca 2024        | 18              | [ 73 ] [ 74 ]         |
| 72 | Emmanuel Maker Makoi       |                         | P                  | Light Air Services                                        | Katastrofa samolotu Beechcraft 1900D w Sudanie Południowym                      | 29 stycznia 2025     | 20              | [ 75 ] [ 76 ]         |
| 73 | Vishwash Kumar Ramesh      | 40                      | P                  | Air India                                                 | Katastrofa lotu Air India 171                                                   | 13 czerwca 2025      | 260             | [ 77 ] [ 78 ]         |